# Котлетна маса

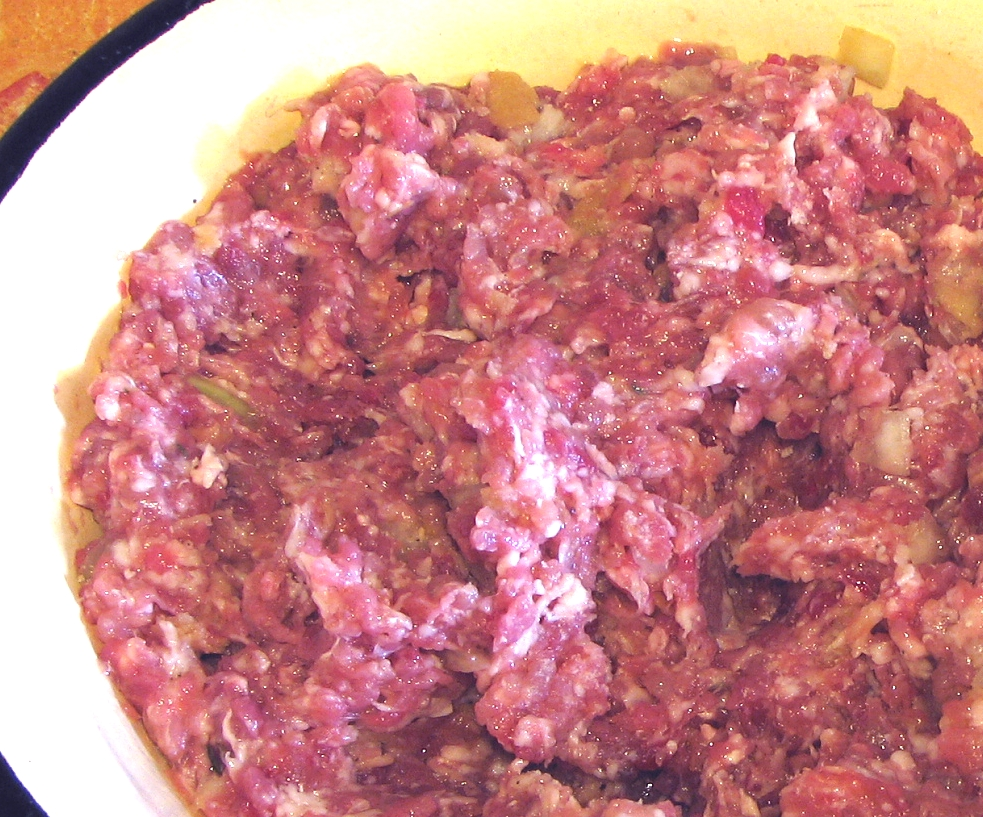
Котлетна маса

Котлетна маса — кулінарний термін для позначення основи для приготування різноманітних страв із рубаного м'яса чи риби.

## Особливості
Сировиною для виготовлення м'ясної котлетної маси є так зване «котлетне м'ясо», третьосортне м'ясо, придатне для приготування їжі тільки після подрібнення в м'ясорубці. Котлетне м'ясо містить підвищену кількість сполучної та жирової тканини і при смаженні, варінні та тушкуванні не розм'якшується. Подрібнене котлетне м'ясо змішують з цибулею і розмоченим у воді хлібом без скоринки, приправляють сіллю і перцем. З ретельно перемішаної котлетної маси формують котлети, биточки, рубані шніцелі та зрази, тефтелі, рулети. Подрібнена м'ясна маса без додавання хліба називається «рубана маса», «рубана натуральна маса» або «натуральна рубка», з неї готують люля-кебаб, фрикадельки, натуральні рубані котлети та шніцелі.

## Рибна
Рибну котлетну масу готують із подрібненого у м'ясорубці філе нежирної риби з розмоченим у молоці хлібом, іноді з сирим яйцем для надійнішого збереження форми кулінарного виробу, заправляють сіллю та перцем. З рибної котлетної маси готують рибні котлети та тефтелі.